# Brezje pri Dobu
Brezje pri Dobu – wieś w Słowenii, w gminie Domžale. W 2018 roku liczyła 129 mieszkańców.